# 西武クハ1221形電車
西武クハ1221形電車（せいぶクハ1221がたでんしゃ）は、かつて西武鉄道に在籍した通勤形電車。日本国有鉄道（国鉄）より木造車モハ1形・サハ25形の払い下げを受け、導入に際して制御車（クハ）化改造を施工したものである。
本項では本形式同様の経緯で導入されたクハ1271形電車ならびにサハ2001形電車についても併せて記述する。

## 概要
戦後の混乱期における輸送力増強を戦災国電の大量払い下げによって乗り切った西武鉄道が、さらなる輸送力改善の実施に際して着目したのが、当時国鉄において淘汰が進行していた老朽木造車であった。1928年（昭和3年）10月1日に施行された車両称号規程改正によって、モハ1形・サハ25形等へ再編された国鉄木造電車各形式は、当時最も経年の高いもので製造後30年以上を経過しており、加えて戦中から終戦直後にかけての酷使や整備不良によって老朽化が著しくなったことから、戦後大量に製造された63系電車に代替されつつあった。
西武鉄道では、それら木造車を1950年（昭和25年）から1954年（昭和29年）にかけて大量に払い下げを受け、導入に際しては、仕様その他の相違からクハ1221形（初代）・クハ1271形・サハ2001形の3形式に区分した。また、払い下げ車両のうち半数近くについては、旅客用車両として運用されることなく、鋼体化改造の種車となっている。
払い下げ総数は、西武鉄道側の車両台帳に記録されているもののみで計43両に達し、戦後他社へ払い下げられた国鉄木造電車の総数（24両）を西武鉄道一社分のみで上回る。本項で扱う3形式についても後述のように竣功後数年足らずで鋼体化対象となっていることから、全車とも当初から鋼体化改造を行うことを前提に払い下げを受けたものであると推測されるとはいえ、まとまった数の木造車の払い下げ自体極めて異例であったことが見て取れる。

## 仕様
払い下げを受けた車両は、2両が制御電動車モハ1形（モハ1027・1041）であった他は、全車付随車サハ25形であり、制御車（クハ）として導入された元サハ25形に対しては運転台取り付け改造が実施されている。内容は車端部に全室型運転台を新設し、客用扉を窓1つ分後位方へ移設の上、元の客用扉部分に乗務員扉を新設するという比較的大掛かりなものであった。竣功後の窓配置は種車の仕様に由来する相違から各車まちまちであったものの、全車とも片運転台構造の3扉車であることは共通していた。車体塗装は当時の標準色であったマルーンとイエローの二色塗りとされた。
竣功したクハは装備する主幹制御器の相違によってクハ1221形（初代）およびクハ1271形の2形式に区分された。これは当時の西武に在籍する電動車（モハ）各形式が間接非自動制御（HL制御）車と国鉄制式CS形制御器を搭載した間接自動制御車に二分されていたため、クハ1221形は前者に、クハ1271形は後者に対応した制御車として導入されている。
一方、サハ2001形として導入された車両は、車体塗装の変更以外はほぼサハ25形当時の原形のまま竣功している。ただし、こちらも種車の仕様に由来する車体長や窓配置の相違が存在した。
なお、後述鋼体化の途上においても払い下げは継続されており、鋼体化によって生じた空番を新たな払い下げ車が称することも多く、また主幹制御器の交換に伴って改称・改番された制御車も複数存在する。

## 鋼体化改造
戦後の輸送事情改善に貢献した国鉄払い下げ木造車両群であるが、導入に際して車体周りに手を加えられたとはいえ高経年の木造車であることには変わりがなく、もとより長期間の運用を想定したものではなかった。そのため、導入後さほど間をおかずして順次鋼体化改造が行われることとなった。
1953年（昭和28年）以降、モハ311形・クハ1311形・クハ1401形・1411形・モハ501形・サハ1501形各形式の種車となって、サハ2001形は1954年（昭和29年）9月に、クハ1221形・1271形は翌1955年（昭和30年）9月にそれぞれ形式消滅した。各車とも西武鉄道における在籍期間は1 - 2年程度に留まり、最も長く稼動したクハ1224でも在籍期間は約3年半に過ぎなかった。
なお、鋼体化に際して余剰となった旧車体の一部は所沢車両工場・安比奈駅構内等で食堂や物置として再利用された。

## 車歴
| 形式称号                  | 車番           | 旧番 （国鉄当時） | 竣功年月  | 改番          | 改番      | 改番     | 改番     | 鋼体化         | 鋼体化     |
| 形式称号                  | 車番           | 旧番 （国鉄当時） | 竣功年月  | 車番          | 実施年月  | 車番     | 実施年月 | 車番           | 竣功年月   |
| ------------------------- | -------------- | ----------------- | --------- | ------------- | --------- | -------- | -------- | -------------- | ---------- |
| クハ1221形 (I) クハ1271形 | クハ1221 (I)   | サハ25132         | 1951年9月 | -             | -         | -        | -        | クハ1425       | 1953年9月  |
| クハ1221形 (I) クハ1271形 | クハ1221 (II)  | モハ1027          | 1954年5月 | -             | -         | -        | -        | サハ1508       | 1955年4月  |
| クハ1221形 (I) クハ1271形 | クハ1222 (I)   | サハ25133         | 1951年9月 | クハ1230 (II) | 1953年9月 | -        | -        | クハ1413 (II)  | 1955年9月  |
| クハ1221形 (I) クハ1271形 | クハ1222 (II)  | モハ1041          | 1954年5月 | -             | -         | -        | -        | モハ506 (I)    | 1955年2月  |
| クハ1221形 (I) クハ1271形 | クハ1223       | サハ25139         | 1953年6月 | -             | -         | -        | -        | クハ1417       | 1955年9月  |
| クハ1221形 (I) クハ1271形 | クハ1224       | サハ25141         | 1951年9月 | -             | -         | -        | -        | サハ1510       | 1955年5月  |
| クハ1221形 (I) クハ1271形 | クハ1225       | サハ25141         | 1953年8月 | -             | -         | -        | -        | クハ1419       | 1955年9月  |
| クハ1221形 (I) クハ1271形 | クハ1226       | サハ25154         | 不詳      | クハ1272 (I)  | 不詳      | -        | -        | クハ1317 (II)  | 1953年5月  |
| クハ1221形 (I) クハ1271形 | クハ1227       | サハ25040         | 不詳      | クハ1228 (I)  | 不詳      | クハ1274 | 不詳     | クハ1316 (II)  | 1953年11月 |
| クハ1221形 (I) クハ1271形 | クハ1229       | サハ25157         | 1953年4月 | -             | -         | -        | -        | クハ1327 (II)  | 1953年4月  |
| クハ1221形 (I) クハ1271形 | クハ1230 (I)   | サハ25161         | 1953年4月 | クハ1278      | 1953年4月 | -        | -        | クハ1311 (III) | 1953年4月  |
| クハ1221形 (I) クハ1271形 | クハ1271       | サハ25145         | 1953年6月 | -             | -         | -        | -        | クハ1425       | 1954年6月  |
| クハ1221形 (I) クハ1271形 | クハ1272 (II)  | サハ25143         | 1953年6月 | クハ1228 (II) | 1954年6月 | -        | -        | クハ1411 (III) | 1955年9月  |
| クハ1221形 (I) クハ1271形 | クハ1277       | サハ25156         | 1953年4月 | クハ1275      | 1953年4月 | -        | -        | クハ1322 (III) | 1953年4月  |
| サハ2001形                | サハ2001       | サハ25006         | 1953年6月 | -             | -         | -        | -        | サハ1501       | 1954年7月  |
| サハ2001形                | サハ2002       | サハ25003         | 1953年6月 | -             | -         | -        | -        | サハ1502       | 1954年7月  |
| サハ2001形                | サハ2003 (I)   | サハ25035         | 1953年4月 | -             | -         | -        | -        | クハ1323 (III) | 1953年4月  |
| サハ2001形                | サハ2003 (II)  | サハ25026         | 1954年5月 | -             | -         | -        | -        | クハ1403       | 1954年9月  |
| サハ2001形                | サハ2004       | サハ25039         | 1953年6月 | -             | -         | -        | -        | クハ1406       | 1954年5月  |
| サハ2001形                | サハ2005 (I)   | サハ25004         | 1953年4月 | -             | -         | -        | -        | クハ1325 (III) | 1953年4月  |
| サハ2001形                | サハ2005 (II)  | サハ25023         | 1953年8月 | -             | -         | -        | -        | クハ1407       | 1954年5月  |
| サハ2001形                | サハ2005 (III) | サハ25034         | 1954年    | -             | -         | -        | -        | クハ1405       | 1954年9月  |
| サハ2001形                | サハ2006 (I)   | サハ25055         | 1953年4月 | -             | -         | -        | -        | クハ1324 (II)  | 1953年4月  |
| サハ2001形                | サハ2006 (II)  | サハ25020         | 1953年8月 | -             | -         | -        | -        | クハ1408       | 1954年5月  |
| サハ2001形                | サハ2007       | サハ25055         | 1953年6月 | -             | -         | -        | -        | クハ1409       | 1954年5月  |
| サハ2001形                | サハ2008 (I)   | サハ25056         | 1953年    | -             | -         | -        | -        | クハ1321       | 1953年4月  |
| サハ2001形                | サハ2008 (II)  | サハ25025         | 1953年6月 | -             | -         | -        | -        | クハ1410       | 1954年5月  |

なお、クハ1271形の在籍数およびこれら3形式の車番の変遷については不明な点が多く、その全容は今なお明らかではない。